# Donnybrook (KwaZulu-Natal)
Pour les articles homonymes, voir Donnybrook.
Donnybrook est un village situé dans le district Harry Gwala, dans la province du KwaZulu-Natal, en Afrique du Sud.

## Géographie
Le village se trouve à 80 km au sud-ouest de Pietermaritzburg. Il a été nommé ainsi d’après Donnybrook, une banlieue de Dublin, par Robert Comrie, le propriétaire de la ferme sur laquelle il a été créé. Jusqu’au milieu des années 1980, c’était le terminus nord du chemin de fer à voie étroite Umzinto-Donnybrook. En 2011 il y avait 4683 habitants.